# Communauté de communes de Bort-les-Orgues, Lanobre et Beaulieu
La communauté de communes de Bort-les-Orgues, Lanobre et Beaulieu est une ancienne communauté de communes française, située dans les départements de la Corrèze et du Cantal et les régions du Limousin et de l'Auvergne.
Au 1er janvier 2014, sa fusion avec la communauté de communes du Plateau Bortois et avec la commune de Sarroux donne naissance à la communauté de communes Val et plateaux bortois.

## Historique
Le 1er janvier 2014, la communauté de communes de Bort-les-Orgues, Lanobre et Beaulieu fusionne avec la communauté de communes du Plateau Bortois et la commune de Sarroux, formant une nouvelle intercommunalité, la communauté de communes Val et plateaux bortois.

## Composition
Elle regroupe trois communes dont une en Corrèze et deux dans le Cantal :
Corrèze
- Bort-les-Orgues

Cantal
- Beaulieu
- Lanobre

## Compétences
- Développement économique
- Environnement
- Traitement des déchets
- Tourisme
- Aménagement du site du Château de Val